# Curvisignella leucogaea
Curvisignella leucogaea är en fjärilsart som beskrevs av Edward Meyrick 1921. Curvisignella leucogaea ingår i släktet Curvisignella och familjen stävmalar. Inga underarter finns listade i Catalogue of Life.